# مینا جعفرزاده
مینا بویوک جعفرزاده (زادهٔ ۱۵ بهمن ۱۳۲۵) بازیگر اهل ایران است. از برجسته‌ترین نقش‌های وی بازی در سریال نابرده رنج در نقش مادر «اسد» و فیلم اخراجی‌ها در نقش مادر  «مجید سوزوکی» می‌باشد.

## زندگی‌نامه
مینا جعفرزاده در شهر خوی آذربایجان غربی به دنیا آمد اما همان ایام کودکی با خانواده به تهران کوچ کردند. وی فارغ‌التحصیل مقطع دیپلم است. در سال ۱۳۳۹ بعد از حضور در یکی از اردوهای هنری و تربیتی رامسر از علاقه اش به هنر بازیگری گفت تا اینکه نظر فریدون توفیقی (مجری) را جلب کرد. به این ترتیب برای تست به رادیو رفت و بعد از قبولی در سال ۱۳۴۸ به عنوان مجری و بازیگر کودک مشغول به‌ کار شد. بعد از رادیو از طریق شهلا ریاحی در یک فیلم مذهبی بازی کرد اما بخاطر مخالفت پدر دیگر جلوی دوربین رفت و بیشتر در تئاتر حضور داشت. در ادامه توسط تاجی احمدی که بازیگر و دوبلور مشهوری در آن مقطع بود به حرفه دوبله وارد شد. او از سال ۱۳۵۴ در کنار همسرش کار بازیگری را ادامه داد. بعد از پیروزی انقلاب به استخدام صدا و سیما درآمد و در سال ۱۳۷۶ نیز بازنشسته شد. اولین حضور جدی و حرفه‌ای اش با سریال «گالش‌های مادر بزرگ» در سال ۱۳۶۷ برای تلویزیون بود او در همین سال با فیلم «فیل در تاریکی» به سینما رفت. او در ادامه مسیر هنری‌اش در فیلم و سریال‌های زیادی به ایفای نقش پرداخت که از مهمترین آنان خدا نزدیک است و سه‌گانه اخراجی‌ها در سینما و نابرده رنج، شوق پرواز و زیر آسمان شهر در تلویزیون است.
همسر وی بهمن زرین‌پور بازیگر سینما و تلویزیون بود که در ۱۷ تیر ۱۳۹۵ درگذشت.

## آثار

### سینمایی
- ۱۳۹۹ - رویای طبقه پایین
- ۱۳۹۷ - آپاچی
- ۱۳۹۶ - خوک[۵]
- ۱۳۹۰ - یک سطر واقعیت
- ۱۳۸۸ - چراغ قرمز
- ۱۳۸۸ - کیفر
- ۱۳۸۷ - اخراجی‌ها ۲
- ۱۳۸۹ - اخراجی‌ها ۳
- ۱۳۸۷ - چار چنگولی
- ۱۳۸۷ - چشمک
- ۱۳۸۷ - دلداده
- ۱۳۸۷ - یک وجب از آسمان
- ۱۳۸۵ - اخراجی‌ها
- ۱۳۸۵ - خدا نزدیک است
- ۱۳۸۲ - روایت سه‌گانه (اپیزود اول: یک آرزوی کوچک)
- ۱۳۸۰ - هفت ترانه
- ۱۳۷۸ - شراره
- ۱۳۷۷ - دختری با کفش‌های کتانی
- ۱۳۷۵ - برج مینو
- ۱۳۶۷ - فیل در تاریکی

### مجموعه تلویزیونی
| سال       | نام                            | سمت          | کارگردان                | توضیحات                                                                                |
| --------- | ------------------------------ | ------------ | ----------------------- | -------------------------------------------------------------------------------------- |
| ۱۴۰۰      | مستند ابوطاها                  | بازیگر       | سید الوالفضل سنگ سفیدی  | شبکه ۳                                                                                 |
| ۱۳۹۹      | چوب خط                         | بازیگر       | حمید بهرامیان           | شبکه ۳                                                                                 |
| ۱۳۹۹      | بیگانه ای با من است (فصل اول)  | بازیگر       | احمد امینی              | شبکه ۲                                                                                 |
| ۱۳۹۹      | دوپینگ                         | بازیگر       | رضا مقصودی              | شبکه ۳                                                                                 |
| ۱۳۹۷      | زندگی از نو (مجموعه تلویزیونی) | بازیگر       | علی محمد قاسمی          | شبکه ۵                                                                                 |
| ۱۳۹۲–۱۳۹۳ | هفت سنگ                        | بازیگر مهمان | علیرضا بذرافشان         | شبکه ۳                                                                                 |
| ۱۳۹۲–۱۳۹۳ | نیلی تر از مهتاب               | بازیگر       | محسن یوسفی              | شبکه ۳                                                                                 |
| ۱۳۹۲      | تله فیلم «ایستاده در آغاز»     | بازیگر       | سید محمدرضا میرمحمد     | شبکه قرآن و معارف                                                                      |
| ۱۳۹۲      | رخنه                           | بازیگر       | حسین تبریزی             | شبکه ۲                                                                                 |
| ۱۳۹۲      | بوی باران                      | بازیگر       | حسین تبریزی             | شبکه ۲                                                                                 |
| ۱۳۹۲      | تله‌فیلم «چهل»                  | بازیگر       | سعید جلیلی              |                                                                                        |
| ۱۳۹۱      | تله‌فیلم «فولاد سرد»            | بازیگر       | شاهرخ دولکو             |                                                                                        |
| ۱۳۹۱      | تله فیلم «روز عزیز»            | بازیگر       | محسن توکلی              | شبکه ۱٬۲٬۳                                                                             |
| ۱۳۹۱      | تله فیلم «عشق ساندویچی»        | بازیگر       | مجید وحیدیان            |                                                                                        |
| ۱۳۹۰–۱۳۹۱ | تله فیلم «دردسرهای زیبا»       | بازیگر       | پیام صابری              | محصول سیمای مرکز کیش                                                                   |
| ۱۳۹۰      | شوق پرواز                      | بازیگر       | یدالله صمدی             | شبکه ۱                                                                                 |
| ۱۳۹۰      | نابرده رنج                     | بازیگر       | علیرضا بذرافشان         | شبکه ۳                                                                                 |
| ۱۳۹۰      | تله فیلم «رنگ انتظار»          | بازیگر       | سید محسن میرحسینی       | شبکه ۳                                                                                 |
| ۱۳۹۰      | تله فیلم «تیک تاک»             | بازیگر       | سید محسن میرحسینی       | شبکه ۲                                                                                 |
| ۱۳۹۰      | تله فیلم «رؤیای سبز»           | بازیگر       | سید محسن میرحسینی       |                                                                                        |
| ۱۳۹۰      | تله فیلم «پدر زن»              | بازیگر       | حسین بابائیان           |                                                                                        |
| ۱۳۹۰      | تله‌فیلم «مسافر باران»          | بازیگر       | داریوش یاری             |                                                                                        |
| ۱۳۸۹      | ستاره باران                    | بازیگر       | بهمن زرین‌پور            |                                                                                        |
| ۱۳۸۹      | دوز چورک                       | بازیگر       | حسین پورستار            | در نقش «ملوک»؛ محصول سیمای سهند (مرکز آذربایجان شرقی)                                  |
| ۱۳۸۸      | بهانه ای برای بودن             | بازیگر       | بابک لطفی               | محصول صدا و سیمای استان آذربایجان غربی                                                 |
| ۱۳۸۸      | تله فیلم «صفر مرزی»            | بازیگر       | حسین تبریزی             | تهیه شده برای سیمای آذری شبکه جهانی سحر و در تاریخ ۲۴ آذر ۱۴۰۱ از شبکه آی فیلم پخش شد. |
| ۱۳۸۸      | بانو                           | بازیگر       | فرید سجادی حسینی        | شبکه ۳                                                                                 |
| ۱۳۸۸      | تله‌فیلم «سکه‌های شانس»          | بازیگر       | مجید تربتی فرد          | شبکه ۱                                                                                 |
| ۱۳۸۸      | تله‌فیلم «آوای سکوت»            | بازیگر       | حسین بلنده              |                                                                                        |
| ۱۳۸۸      | تله‌فیلم «دود کعبه»             | بازیگر       | سعید شاپوری             |                                                                                        |
| ۱۳۸۷–۱۳۸۸ | شب هزار و یکم                  | بازیگر       | علی بهادر               |                                                                                        |
| ۱۳۸۷      | تله فیلم خاطرات فردا           | بازیگر       | حمیدرضا حافظی           | تولید گروه فیلم و سریال شبکه اول سیما                                                  |
| ۱۳۸۶      | تله‌فیلم «شهردار»               | بازیگر       | حسین تبریزی             | شبکه ۲                                                                                 |
| ۱۳۸۶      | تله‌فیلم «پاسخ رحمان»           | بازیگر       | جواد افشار              | به سفارش شبکه استانی سمنان                                                             |
| ۱۳۸۶      | تله فیلم «تکم چی»              | بازیگر       | یدالله صمدی             |                                                                                        |
| ۱۳۸۶      | تله فیلم «ضبط صوت»             | بازیگر       | کاوه دژاکام             |                                                                                        |
| ۱۳۸۵–۱۳۸۶ | تله فیلم «با هم در خانه»       | بازیگر       | بهمن زرین پور           | شبکه ۲                                                                                 |
| ۱۳۸۵      | آدمخوار                        | بازیگر       | جواد مزد آبادی          |                                                                                        |
| ۱۳۸۴      | پایان نمایش                    | بازیگر       | بهمن زرین پور           | در دهه فجر ۱۳۸۴ از شبکه ۱ پخش شد.                                                      |
| ۱۳۸۴      | برای آخرین بار                 | بازیگر       | اکبر منصور فلاح         | شبکه تهران                                                                             |
| ۱۳۸۳      | رسم عاشقی                      | بازیگر       | سعید سلطانی             | در نقش «مادر یوسف» در رمضان ۱۳۸۳ از شبکه تهران پخش شد.                                 |
| ۱۳۸۲      | تله فیلم «نسخهٔ خطی»            | بازیگر       | حسن فتحی                |                                                                                        |
| ۱۳۸۱      | خاتون                          | بازیگر       | فیاض موسوی              | در نقش «خاتون سادات»                                                                   |
| ۱۳۸۱      | حامی                           | بازیگر       | بهمن زرین پور           | شبکه ۵                                                                                 |
| ۱۳۸۱      | تفنگ سرپر                      | بازیگر       | امرالله احمدجو          | شبکه ۱                                                                                 |
| ۱۳۸۰      | زیر آسمان شهر - سری دوم        | بازیگر       | مهران غفوریان           | شبکه ۳                                                                                 |
| ۱۳۸۰      | روزهای آرزو                    | بازیگر       | شاهرخ حمیدی مقدم        |                                                                                        |
| ۱۳۸۰      | دیوار شیشه ای                  | بازیگر       | مهدی صباغ زاده          | شبکه ۲                                                                                 |
| ۱۳۸۰      | نوه عزیزم مریم                 | بازیگر       | فرشاد اکتسابی           |                                                                                        |
| ۱۳۷۹–۱۳۸۰ | خورشید و ماه                   | بازیگر       | مهدی حسینی وند عالی پور |                                                                                        |
| ۱۳۷۸      | ویروس ۲۰۰۰                     | بازیگر       | فریال بهزاد             | در نوروز ۱۳۷۹ از شبکه ۲ پخش شد.                                                        |
| ۱۳۷۸      | کاشانه                         | بازیگر       | قاسم جعفری              | شبکه ۳                                                                                 |
| ۱۳۷۸      | هتل پیاده‌رو                    | بازیگر       | بهمن زرین‌پور            | در نوروز ۱۳۷۸ از شبکه ۱ پخش شد.                                                        |
| ۱۳۷۷–۱۳۷۸ | بگذار آفتاب برآید              | بازیگر مهمان | حسین مختاری             | شبکه ۳                                                                                 |
| ۱۳۷۷      | گل من گلی                      | بازیگر       | قاسم جعفری              | شبکه ۵                                                                                 |
| ۱۳۷۶–۱۳۷۷ | فردا دیر است                   | بازیگر مهمان | حسن فتحی                | شبکه ۳                                                                                 |
| ۱۳۷۵      | خاله خانم                      | بازیگر       | منوچهر پوراحمد          | در نوروز ۱۳۷۶ از شبکه ۱ پخش شد.                                                        |
| ۱۳۷۴      | جهان وارونه                    | بازیگر       | بهمن زرین پور           | در نوروز ۱۳۷۵ از شبکه ۱ پخش شد.                                                        |
| ۱۳۷۴      | زیر گنبد کبود                  | بازیگر       | بهمن زرین پور           | شبکه ۵                                                                                 |
| ۱۳۷۳      | آوای فاخته                     | بازیگر       | بهمن زرین پور           | شبکه ۱                                                                                 |
| ۱۳۶۹      | عطر گل یاس                     | بازیگر       | بهمن زرین پور           | شبکه ۱                                                                                 |
| ۱۳۶۷      | گالش‌های مادربزرگ               | بازیگر       | بهمن زرین پور           | در نوروز ۱۳۶۸ از شبکه ۱ پخش شد.                                                        |
| ۱۳۵۶      | کاف شو                         | بازیگر       | پرویز صیاد              | برنامه نوروز ۱۳۵۶ در ادامه مجموعه تلویزیونی «آدم به آدم»                               |
| ۱۳۵۲      | شیرزن                          | بازیگر       | شهلا ریاحی              | در ماه رمضان سال ۱۳۵۲ از تلویزیون ثابت پاسال پخش شد                                    |

### نمایش خانگی
- ۱۴۰۱ نوبت لیلی روح‌الله حجازی
- ۱۳۹۷ نهنگ آبی فریدون جیرانی
- ۱۳۹۳ ابله کمال تبریزی